# Поллі Енн Янґ
Поллі Енн Янґ (англ. Polly Ann Young; 25 жовтня 1908 — 21 січня 1997) — американська акторка.

## Життєпис
Сестра відомих акторок Лоретти Янґ та Саллі Блейн. На кіноекранах вона дебютувала в німому фільмі 1917 року, після чого повернулася в кіно тільки в кінці 1920-х років. За наступні десять років кар'єри Янг знялася в трьох десятках картин, серед яких «Людина з Юти» (1934), «Парад білих халатів» (1934), «Історія Александра Грехема Белла» (1939) і «Невидимий привид» (1941).
У 1935 році акторка вийшла заміж за Картера Германна, від якого народила чотирьох дітей. Їх шлюб тривав до його смерті в 1970-х роках. Поллі Енн Янґ померла першою зі своїх сестер від раку у віці 88 років у Лос-Анджелесі.
Похована на цвинтарі Святого хреста в Калвер-Сіті.

## Вибрана фільмографія
- 1917 — Морські сирени[en]
- 1921 — Шейх
- 1930 — Наші сором'язливі наречені
- 1930 — Задоволені діти
- 1934 — Парад білих халатів
- 1939 — Історія Александра Грехема Белла